# Ruggles Mine
Die Ruggles Mine ist ein stillgelegter Tagebau, der etwa 64 km nordwestlich von Concord (New Hampshire) in Grafton (New Hampshire) im US-Bundesstaat New Hampshire liegt. Zuletzt wurde die Mine mit ihren zahlreichen kleinen Stollen und Kavernen als Tagebau mit Besucherbetrieb genutzt, in denen es Besuchern erlaubt war, die Mineralien abzubauen und die Fundstücke mitzunehmen.

## Geschichte und Geologie
Die Mine wurde von Sam Ruggles (* 3. August 1770 in Boston; † 27. Mai 1843 ebenda) als erste kommerziell genutzte Glimmer-Mine in den USA eröffnet und trägt damit seinen Namen. Glimmer wurde zu dieser Zeit für feuerfeste Ofenfenster und Lampenschirme von Öllampen benutzt. Ruggles begann als Lebensmittelhändler und Händler für indische Waren in Boston, Massachusetts. Laut Überlieferungen startete die Mine 1803, was aber nicht dokumentiert ist. Ruggles kaufte erstmals am 5. Juli 1805 ein Grundstück in Isinglass Hill in Grafton und vergrößerte dies durch Zukäufe in den Jahren 1806 bis 1810. Am 9. November 1825 veröffentlichte er erstmals eine Werbeanzeige in einer Zeitung für seine Glimmerfolie „sheet isinglass“. 1831 war seine Firma als Händler von Glimmerfolien im Boston Directory – eine Art Händlerverzeichnis gelistet. Da Ruggles nie in New Hampshire wohnhaft wurde, befand sich sein Geschäft und Warenlager seit jeher in Boston.
Im Jahre 1834 verkaufte Ruggles die Mine an seinen Sohn George Haskell Ruggles (* 1802; † 6. Mai 1863), sein Sohn Charles (* 1809; † 13. April 1869) wurde Kontorist und Buchführer. Die beiden Söhne führten den Betrieb bis zu Sams Tod im Jahr 1843 und von da an George als alleiniger Betreiber bis zu seinem Tod 1863. Sam Ruggles Neffe Joseph D. Gould führte den Betrieb bis 1879 als Treuhänder weiter, die Enkel George H., Charles L. und Samuel H. Randall bis zum Konkurs im Jahr 1896. Der Betrieb wurde weitergeführt, 1912 begann der Abbau von Feldspat für die Porzellanherstellung.
Zwischen 1932 und 1959 gehörte die Mine der Bon Ami Company, die aus dem Glimmer Scheuerpulver herstellte. 1960 wurde Glimmer im Wert von rund 12 Millionen US-Dollar abgebaut. Glimmer wurde für neue Produkte in der Kosmetikindustrie, als Zuschlagstoff in Beton, Dacheindeckungen und als Isolationsmaterial für elektrische Geräte wie z. B. Toaster benötigt. Im Winter 1960 wurde die Mine an die Familie Wahlstrom weiterverkauft, kurz darauf sank der erzielbare Preis für Glimmer und die Familie musste die Mine im selben Jahr schließen. Um die Mine weiterzuführen, wurde unter anderem vorgeschlagen, diese zu einer Touristenattraktion auszubauen. Der Vorschlag setzte sich durch und die Mine wurde 1963 als Besucherbergwerk neueröffnet.
Die Mine war bis 2015 für die Öffentlichkeit von Mitte Mai bis Mitte Oktober geöffnet. Sie wurde 2019 an die Exciglow LLC verkauft.

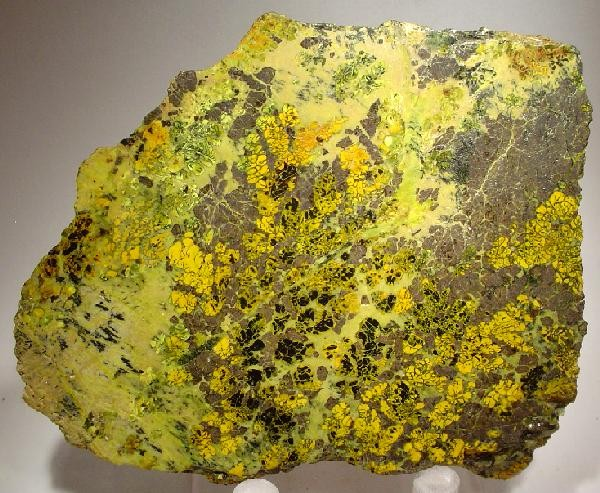
Typischer Gummit aus der Ruggles Mine

Die Lagerstätten in New Hampshire, die auch als Littleton Formation bekannt sind, datieren auf das Devon und wurden von Geologen auf ein Alter von 350 bis 400 Millionen Jahre geschätzt. In der Mine wurden bisher über 150 verschiedene Mineralarten gefunden. Hauptsächlich waren es Minerale der Glimmergruppe, daneben aber auch Feldspate, Beryll, Amethyst, Rosenquarz, Rauchquarz und Granate. Bekannt ist die Mine zudem durch seine farbenprächtigen Uranminerale wie Uranophan, Torbernit, Soddyit, Vandendriesscheit, Phosphuranylit, Kasolit, Schoepit und Autunit, welche meistens zusammen als Gummit gefunden wurden. Als erster Fund von Gummit gilt der von Benjamin Shaub im Jahre 1936.